# Lola (prefektura)
Lola – prefektura w południowo-wschodniej części Gwinei, w regionie Nzérékoré. Zajmuje powierzchnię 4688 km². W 1996 roku liczyła ok. 134 tys. mieszkańców. Siedzibą administracyjną prefektury jest miejscowość Lola.